# NGC 2387
NGC 2387 es una galaxia espiral (S) localizada en la dirección de la constelación de Auriga. Posee una declinación de +36°52′47″ y una ascensión recta de 7 horas, 28 minutos y 57,9 segundos.
La galaxia NGC 2387 fue descubierta el 10 de marzo de 1790 por William Herschel.